# George Stults
George Sheehy Stults (n. 16 de agosto de 1975) es un actor y ex modelo estadounidense, más conocido por su papel de Kevin Kinkirk en la serie de televisión 7th Heaven.

## Biografía
Stults nació en Detroit, Michigan, pero creció en Green Mountain Falls, Colorado. Tiene un hermano menor, Geoff Stults, quien también es actor. Stults se interesó en la actuación y en la lucha libre en la escuela secundaria. Empieza su carrera como modelo. El agente comercial divisó Stults comer el almuerzo un día y se detuvo para darle su tarjeta y luego entró en el mundo de la actuación. En ese momento, Stults se une a la Marina de los Estados Unidos. George audicionó para un papel en la serie de televisión 7th Heaven, donde su hermano menor, Geoff ya tenía un papel recurrente como Ben Kinkirk. George fue luego elegido para el papel de hermano mayor de Ben, Kevin, un papel en el que se mantuvo desde la sexta hasta la última temporada de la serie.
En 2001, hizo una aparición especial en la temporada 7 de la serie Friends como Frederick. Anteriormente había aparecido en Everybody Loves Raymond por un aspecto mucho menos visible.
Stults ha firmado para hacer televisión y anuncios impresos de la nueva fragancia de Liz Claiborne, "Bora Bora", y que planea dejar el mundo del modelaje. Después de eso, ha aparecido en el vídeo musical "Spirit of a Boy, Wisdom of a Man" de Randy Travis. Apareció en comerciales de K-Mart con muchas otras estrellas del BM (2004). Recibió una beca de lucha libre en la Universidad del Sur de Colorado, pero se trasladó a Whittier College en su primer año de estar más cerca de su hermano. Protagonizó la película Night Skies en 2007.
Actuó en la película de suspenso psicológico Necrosis junto a James Kyson Lee y Tiffany en 2010.

## Filmografía
| Año         | Título                       | Papel                      | Notas                  |
| ----------- | ---------------------------- | -------------------------- | ---------------------- |
| 2001        | Will & Grace                 | Justin                     | 1 episodio             |
| 2001        | Friends                      | Frederick                  | 1 episodio             |
| 2002 - 2007 | 7th Heaven                   | Kevin Kinkirk              | 114 episodios          |
| 2004        | What Lies Above              | Tyler                      |                        |
| 2007        | Night Skies                  | Matt                       |                        |
| 2009        | Hydra                        | Tim Nolan                  | Película de televisión |
| 2010        | Necrosis                     | Matt                       | Película               |
| 2010        | American Bandits             | Jesse James                | Película               |
| 2011        | Borderline Murder            | Michael                    | Película de televisión |
| 2012        | The Finder                   | Langston Sherman           | 1 episodio             |
| 2015        | Romantically Speaking        | Jonathan                   |                        |
| 2015        | Melissa & Joey               | Doug                       | 1 episodio             |
| 2015        | I'm Not Ready For Christmas  | Drew Vincent               | Película de televisión |
| 2016        | The Assistant                | Robert Austin              | Película de televisión |
| 2016        | Zoo                          | Reece Barns / Reece Barnes | 2 episodios            |
| 2016        | Christmas With The Andersons | Michael                    |                        |